# Armin Willingmann

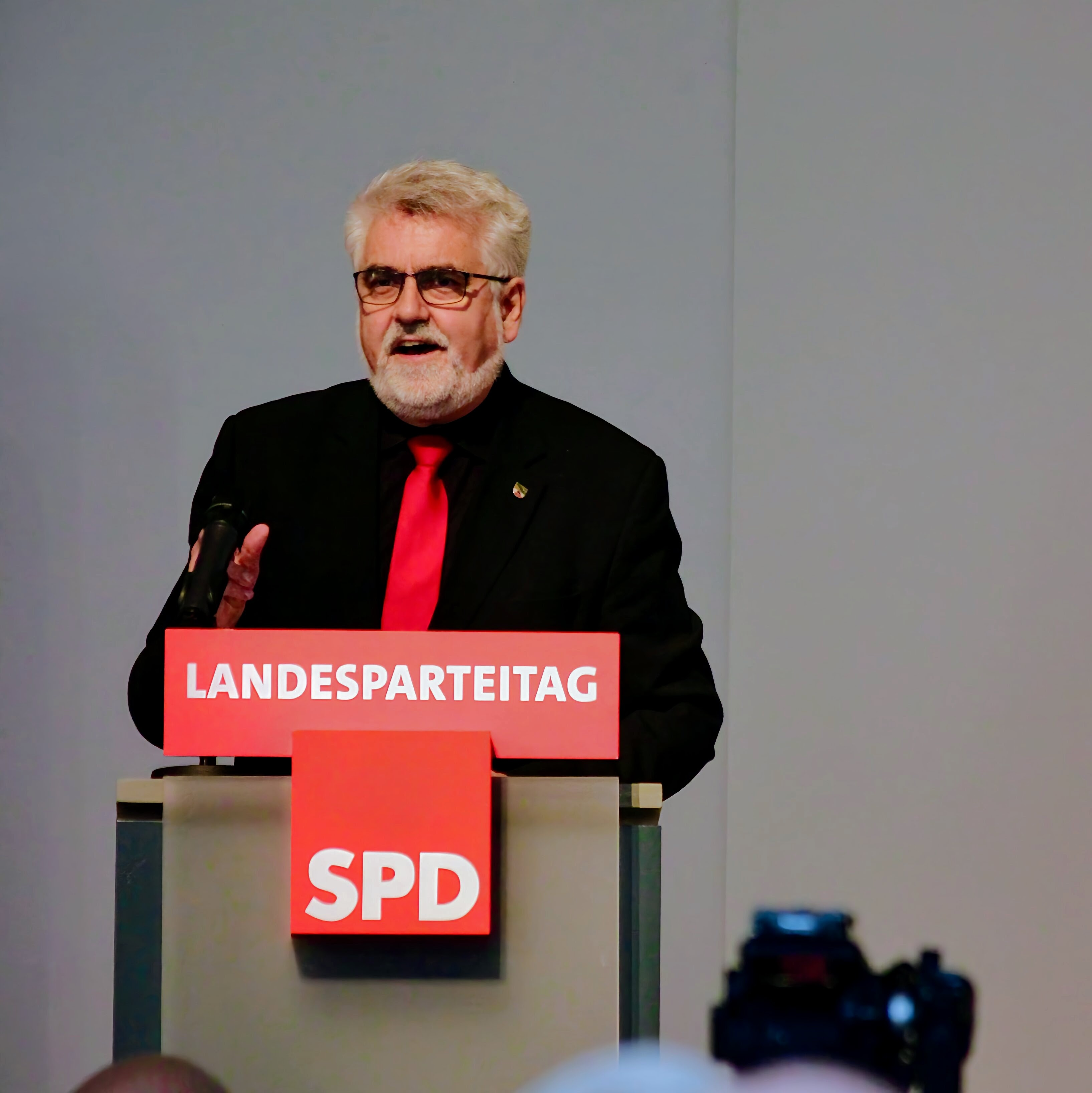
Armin Willingmann auf dem Landesparteitag der SPD Sachsen-Anhalt in Quedlinburg, 2024

Armin Willingmann (* 13. Januar 1963 in Dinslaken) ist ein deutscher Hochschullehrer, Wissenschaftsmanager und Politiker (SPD). Er war seit dem Wintersemester 1999/2000 Professor für Wirtschaftsrecht und von Oktober 2003 bis Mai 2016 Rektor der Hochschule Harz. Im Mai 2016 wurde er zum Staatssekretär im Ministerium für Wirtschaft, Wissenschaft und Digitalisierung des Landes Sachsen-Anhalt ernannt und trat im November 2016 nach Ernennung durch Ministerpräsident Reiner Haseloff auf Vorschlag der SPD schließlich die Nachfolge Jörg Felgners als Minister desselben Ressorts an. Infolge der Regierungsbildung nach der Landtagswahl 2021 wurde er im Kabinett Haseloff III Minister für Wissenschaft, Energie, Klimaschutz und Umwelt und Erster Stellvertreter des Ministerpräsidenten.

## Familie und Ausbildung
Willingmann studierte nach seinem Abitur in Dinslaken/Niederrhein an der Johannes Gutenberg-Universität Mainz, Ludwig-Maximilians-Universität München und Universität zu Köln Rechtswissenschaften, Volkswirtschaftslehre und Geschichte. 1990 legte er sein Erstes juristisches Staatsexamen ab und war anschließend wissenschaftlicher Mitarbeiter in Mainz sowie Stipendiat des Graduiertenkollegs der Deutschen Forschungsgemeinschaft am Max-Planck-Institut für europäische Rechtsgeschichte (MPIER) in Frankfurt am Main. Nach dem Rechtsreferendariat mit Stationen in Bremen und Rostock absolvierte er 1994 sein Zweites juristisches Staatsexamen in Hamburg. Bis 1999 war er als Rechtsassessor in einer Anwaltssozietät in Rostock und Berlin tätig, zudem als Wissenschaftlicher Assistent am Institut für Internationales Recht der Universität Rostock. 1998 wurde er mit einer Arbeit über die Sicherstellung einheitlicher Rechtsprechung durch Vorlageverfahren im Zivilrecht an der Juristischen Fakultät der Universität Rostock zum Dr. iur. promoviert.
Willingmann ist mit der Rechtsanwältin Jana Willingmann verheiratet und hat zwei erwachsene Kinder.

## Akademische Laufbahn
1999 wurde Willingmann auf die Professur für deutsches, europäisches und internationales Wirtschaftsrecht an der Hochschule Harz berufen. Ab 2000 war er zudem Lehrbeauftragter für Wirtschaftsrecht an der Universität Rostock und ab 2001 Gastdozent für europäisches Wettbewerbs- und Wirtschaftsrecht an der École Supérieure de Commerce im französischen Dijon/Bourgogne.
Im Sommer 2003 wurde Willingmann zum Rektor der Hochschule Harz gewählt und übernahm am 1. Oktober 2003 das Amt. 2007 sowie 2012 wurde er zum Rektor wiedergewählt. Von 2008 bis 2016 war er Präsident der Landesrektorenkonferenz des Landes Sachsen-Anhalt. Er setzte sich insbesondere in der sogenannten „Hochschulstruktur-Debatte“ für den Erhalt der Hochschullandschaft und für eine angemessene Finanzierung der Hochschulen in Sachsen-Anhalt ein.
Die Forschungsschwerpunkte von Willingmann sind deutsches und internationales Vertrags- und Haftungsrecht, Verbraucherrecht, Rechtsdurchsetzung im In- und Ausland sowie Unternehmensgründung.

## Politische Laufbahn
Willingmann ist seit 2009 an Mitglied des Stadtrats in Wernigerode und leitete dort bis zum Mai 2016 den Wirtschaftsausschuss. Am 3. Mai 2016 wurde er zum Staatssekretär im Ministerium für Wirtschaft, Wissenschaft und Digitalisierung des Landes Sachsen-Anhalt ernannt. Nach dem Rücktritt Jörg Felgners (SPD) schlug ihn die SPD als Nachfolger vor. Am 16. November 2016 wurde Willingmann Minister für Wirtschaft, Wissenschaft und Digitalisierung. Er betonte bei seinem Amtsantritt, sich insbesondere für Unternehmensgründungen von Hochschulabsolventen, Hilfen bei Unternehmensnachfolgen und gegen intensive staatliche Eingriffe ins Wirtschaftsleben einzusetzen.
Am 24. Januar 2020 wurde Willingmann neben Katharina Zacharias zum stellvertretenden Landesvorsitzenden der SPD Sachsen-Anhalt gewählt. Am 24. Juni 2022 wurde er auf dem Parteitag in Leuna mit rund 92 Prozent der Stimmen im Amt des stellvertretenden Landesvorsitzenden bestätigt.
Bei der Landtagswahl im Juni 2021 kandidierte Willingmann im Wahlkreis 16 – Wernigerode sowie auf Platz 2 der Landesliste der SPD Sachsen-Anhalt für den Landtag von Sachsen-Anhalt. Er erzielte mit 24,4 Prozent der Stimmen das beste Erststimmenergebnis seiner Partei, verpasste jedoch das Direktmandat und zog über die Landesliste in den Landtag ein. Am 16. September 2021 wurde er Minister für Wissenschaft, Energie, Klimaschutz und Umwelt und Erster Stellvertreter des Ministerpräsidenten. Daraufhin erklärte Willingmann am 28. September 2021 gegenüber dem Präsidenten des Landtages von Sachsen-Anhalt zur Niederschrift, dass er auf sein Abgeordnetenmandat mit Ablauf des 30. September 2021 verzichte. Für ihn rückte Elrid Pasbrig in den Landtag nach.
In einem jährlich durchgeführten Ranking zur Bewertung der Arbeit aller deutschen Wissenschaftsminister im Bund und in den Ländern wählten die Mitglieder des Deutschen Hochschulverbandes (DHV) Armin Willingmann 2019 zum Wissenschaftsminister des Jahres. An der Abstimmung beteiligten sich mehr als 3600 Mitglieder des DHV, darunter Universitätslehrer und Nachwuchs-Wissenschaftler. Im Jahr 2021 wurde Willingmann erneut zum Wissenschaftsminister des Jahres gewählt.

## Mitgliedschaften und Ehrenämter
Willingmann war von 1995 bis 1997 Vorstandsmitglied der Gesellschaft junger Zivilrechtswissenschaftler e. V., deren Vorsitzender 1996. Von 2001 bis 2003 war er Vorstandsmitglied der Deutschen Gesellschaft für Reiserecht. Seit 2003 ist er stellvertretender Vorstandsvorsitzender der Verbraucherzentrale Sachsen-Anhalt. Von 2000 bis 2016 war er Mitglied des Landesjustizprüfungsamts Mecklenburg-Vorpommern. Von 2005 bis 2014 leitete Willingmann als Präsident den Wernigeröder Sportverein Rot-Weiß e. V. Außerdem war er Mitglied in diversen Aufsichtsräten. Darüber hinaus ist Willingmann Mitglied des Rotary Clubs Wernigerode.

## Schriften
- Rechtsentscheid – Geschichte, Dogmatik und Rechtspolitik eines zivilprozessualen Vorlagemodells. Eine Untersuchung zu Struktur und Reform des § 541 ZPO, Duncker & Humblot 2000, ISBN 3-428-09672-X.